# 天王祭
天王祭（てんのうさい、てんのうまつり）は、牛頭天王（ごずてんのう）を祀る天王社の祭である。牛頭天王は日本の素戔嗚尊と習合し、日本各所にその伝説などが点在しており、その地方で行われていることが多い。

## 各地の天王祭
- 尾張津島天王祭（愛知県津島市神明町 津島神社）：天王社の総本社
- 祇園祭（京都府京都市東山区祇園町 八坂神社）：日本三大祭

### 東北地方
- きうり天王祭（福島県須賀川市 岩瀬神社、毎年7月14日）

### 関東地方
- 天王祭（栃木県宇都宮市） - 宇都宮二荒山神社末社須賀神社および塙田八幡宮末社須賀神社および今泉八坂神社の例祭
- 八坂祭（栃木県下都賀郡壬生町 雄琴神社、毎年7月7日〜16日）
- 桐生八木節まつり（群馬県桐生市）
- 南伝馬町天王祭
- 大伝馬町天王祭
- 小舟町天王祭
- 天王祭（東京都荒川区南千住） - 素盞雄神社例大祭
- 北の天王祭（東京都品川区北品川） - 品川神社例大祭
- 南の天王祭（かっぱ祭り、東京都品川区北品川） -  荏原神社例大祭
- 牛頭天王祭（三宅島神着）
- 鶴見神社天王祭（神奈川県横浜市鶴見区鶴見、毎年7月第4金・土・日曜日）
- 天王祭（神奈川県鎌倉市藤沢市 小動神社・八坂神社、毎年7月第1日曜日、第2土・日曜日）
- 諏訪神社天王祭（神奈川県足柄下郡箱根町仙石原、毎年7月第3日曜日）

### 中部地方
新潟県
- 柏崎市・新潟市・佐渡市などに天王祭りがある。

静岡県
- 山名神社天王祭（静岡県周智郡森町飯田 山名神社）

愛知県
- 洲崎神社天王祭（愛知県名古屋市中区栄一丁目）
- 針名神社天王祭（愛知県名古屋市天白区 針名神社、毎年海の日）
- 筒井町出来町天王祭（愛知県名古屋市東区、毎年6月第1土・日曜日）
- 瀬木天王祭（愛知県常滑市瀬木区、毎年7月第2日曜日）
- 中の宮天王祭（愛知県常滑市奥条区、毎年7月第3日曜日）
- 塗部神社天王祭（愛知県あま市甚目寺、毎年7月第4土曜日）

### 近畿地方
- 河崎天王祭（三重県伊勢市河崎 河邊七種神社）
- 鯨祭り（三重県鳥羽市相差 (おおさつ) 町）
- 船越天王祭（三重県志摩市大王町船越 船越神社 ほか）
- 渡鹿野天王祭（三重県志摩市磯部町渡鹿野島 八重垣神社）